# 陳為廷
陳 為廷（ちん うぇいてい、1990年12月11日 - ）は台湾苗栗県苗栗市出身の学生。

## 来歴
2014年3月18日、馬英九政権が進める中華人民共和国との海峡両岸サービス貿易協定批准に反対し、林飛帆ら学生団体と共に立法院の議場を占拠し、審議のやり直しを要求した。1カ月に渡り続いたひまわり学生運動は、4月6日に王金平立法院長との対話で「協定の協議を凍結する」と言質を得たことを受け議場からの撤退を決定し、議場の清掃を済ませた後、10日に撤退した。
5月18日、林らと共に学生団体「島国前進」を結成。他の市民団体と連携し、立法院の監視を行うとしている。
6月29日、香港民主派団体が計画していた中環占拠に参加するため入境しようとするが、香港政府に入境を拒否され断念。7月1日に行われたデモに対し、林と共にビデオメッセージを送り、香港普通選挙実現のための支援を行うと表明した。
12月9日、2015年2月に苗栗県第2選挙区で行われる立法委員補欠選挙に無所属で立候補することを表明。しかし、12月22日、2011年に女性に対する痴漢行為で起訴猶予処分を受けていたこと、2012年にも痴漢行為で大学から指導を受けていたことを告白した。事実を公表した上で出馬するとしたが、支持を検討していた民主進歩党からは「立候補を取り止めるべきだ」という声が挙がり、さらに、12月25日には別の痴漢行為を行っていたことが発覚し、同日に出馬を取り止めると発表した。
兵役を終えた後は、ひまわり運動後にできた時代力量という政党のキャンペーンマネージャーを務めている。2018年11月の選挙の際には、新竹市議会議員林延府の補佐を務めた。2020年秋、アメリカ留学を検討中。